# 羅興亞旗
羅興亞旗，是緬甸羅興亞人的民族文化旗。它是在20世紀中期由學者兼作家A.F.K.吉拉尼設計，并于2018年5月20日，羅興亞語言學院創建了一個更新版本的旗幟並向公眾發布；它目前被世界各地的羅興亞流亡社區使用。

## 設計
旗的底色是綠色，中間是一個遠古的羅興亞錢幣，錢幣中間是清真言，上下左右是四大正统哈里发的名字。